# It Must Be Love
"It Must Be Love" är den brittiska ska/popgruppen Madness tionde singel. Den är skriven av den brittiska artisten Labi Siffre, som släppte den som singel 1971, men för de flesta är dock Madness version mer känd.
I Storbritannien låg den på listan i 12 veckor, och nådde som bäst en fjärdeplats. Efter Madness framgångar med "Our House" i USA 1983 släpptes också "It Must Be Love", men den nådde "bara" en 33:e plats på Billboardlistan.

## Musikvideon
I musikvideon får man bl.a. se saxofonisten Lee Thompson och gitarristen Christopher Foreman spela sina instrument under vattnet tillsammans med en späckhuggare, så Foreman fick se till att i början av videon säga till tittaren att "inte testa det hemma". Labi Siffre fick också medverka, som violinist.

## Kuriosa
"It Must Be Love" finns med i filmen En lång en från 1989, med bl.a. Jeff Goldblum och Rowan Atkinson. Graham McPherson, Madness sångare, framför låten även här.
När Madness gjorde comeback 1992 släpptes "It Must Be Love" som singel ännu en gång; nu nådde den som bäst en sjätteplats. 2002, i samband med musikalen Our House, gjordes en remix av den, som finns med på Our House: the Best of Madness. 2007 gjordes ytterligare en remix, den här gången till den tyska filmen "Neues vom Wixxer". 
"It Must Be Love" finns med på soundtracken till "The Tall Guy" och "Neues vom Wixxer", och på de flesta av Madness samlingsalbum.

## Låtlista
1. "It Must Be Love" (Labi Siffre) – 3:22
2. "Shadow on the House" (Christopher Foreman) – 3:24